# Wikipedia tiếng Waray
Wikipedia tiếng Waray là phiên bản tiếng Waray của Wikipedia. Phiên bản được lưu trữ trên các máy chủ của Wikimedia Foundation kể từ ngày 25 tháng 9 năm 2005. Tính đến ngày 16 tháng 4 năm 2018, Wikipedia tiếng Waray đã có 1.266.715 bài viết và là phiên bản lớn thứ 10. Mặc dù có rất ít người dùng hoạt động (75), Wikipedia tiếng Waray lại có một số lượng lớn các bài viết được bot tạo tự động, hầu hết trong số đó là của Lsjbot, một con bot do biên tập viên Thụy Điển Sverker Johansson tạo ra.
Có 2,6 triệu người nói tiếng Waray (hoặc Waray-Waray),  chủ yếu tại vùng Đông Visayas của Philippines.